# اللجنة الوطنية للمعلوماتية والحريات
اللجنة الوطنية للمعلوماتية والحريات (بالفرنسية: Commission nationale de l'informatique et des libertés) أو (CNIL) هي سلطة إدارية مستقلة فرنسية. فهي مسؤولة عن التأكد من ان تكنولوجيا المعلومات موضوعة في خدمة المواطن وأنها لا تشكل ضررا لا لهوية الإنسان، أو حقوق الإنسان ولا في الخصوصية، أو الحريات الفردية والعامة. وتمارس مهامها وفقا للقانون رقم 78-17 في 6 يناير 1978 المعدل في 6 أغسطس 2004.